# Велика награда Кореје
Велика награда Кореје је трка Формуле 1 која се возила до 2013. у Јужној Кореји на стази Кореја интернашонал која се налази поред града Јеонгам. После неколико месеци нагађања, 2. октобра 2006. године потврђено је да ће се трка одржати 2010. године, те да ће се одржати на Корејској међународној мотостази, која је требало да се направи од 2007. до 2010. године. Такође је најављено да ће трка бити у јавно-приватном власништву. Уговор предвиђа седам година одржавања трке, уз могућност продужења на додатних пет. Након много проблема које су изазвали светска економска криза и ново пооштраванје односа између Северне и Јужне Кореје почетком 2010. стаза је коначно завршена пар недеља пре дебитантске трке која је одржана 24. октобра 2010.

## Победници трка
| Година | Возач            | Конструктор | Локација            |
| ------ | ---------------- | ----------- | ------------------- |
| 2013   | Себастијан Фетел | Ред бул     | Кореја интернашонал |
| 2012   | Себастијан Фетел | Ред бул     | Кореја интернашонал |
| 2011   | Себастијан Фетел | Ред бул     | Кореја интернашонал |
| 2010   | Фернандо Алонсо  | Ферари      | Кореја интернашонал |